# گربه‌های آفریقایی
گربه‌های آفریقایی یک فیلم مستند طبیعت محصول سال ۲۰۱۱ است که دربارهٔ گروهی از شیرها و خانواده‌ای از یوزپلنگ‌ها است که برای زنده ماندن در دشت‌های آفریقا تلاش می‌کنند، کارگردانی آن را اَلِستِر فوترگیل و کیت شولی بر عهده داشته‌اند. این فیلم توسط شرکت دیزنی‌نیچر در روز زمین مطابق با ۲۲ آوریل ۲۰۱۱، در سینماها اکران شد صداپیشگی فیلم توسط ساموئل ال. جکسون (پاتریک استوارت در نسخه بریتانیایی) انجام شده است. بخشی از درآمد حاصل از نمایش این فیلم به بنیاد حیات‌وحش آفریقا در جهت تلاش آنها برای حفظ کریدور حیات‌وحش امبوسلی کنیا اهدا شد.

## طرح
در دشت‌های جنوبی ذخیره‌گاه ملی ماسایی مارا در کنیا، توله شیر شش‌ماهه به نام مارا به همراه مادرش لیلا زندگی می‌کند. هر دو متعلق به گله رودخانه هستند که رهبری گله را شیر نر پیری به نام فَنگ بر عهده دارد. فَنگ نام خود را از دندان نیش خود، دندان شکسته متمایزی که طی مبارزه قبلی بر جای مانده است، گرفته است. در دشت‌های شمالی ماسایی مارا، یوزپلنگی به نام سیتا زندگی می‌کند که به تازگی پنج توله به دنیا آورده و باید از آنها مراقبت کند. سیتا و توله‌هایش با یک گله شیر دیگر به رهبری یک شیر نر بزرگ به نام کالی همزیستی می‌کنند، که آرزو دارد با تصرف قلمرو فَنگ به کمک چهار توله نر خود، قلمرو و گله خود را گسترش دهد، اما نمی‌تواند به آنجا برسد زیرا هر دو طرف توسط یک رود پر از تمساح از هم جدا شده‌اند.
یک روز که توله‌های سیتا در حال بازی هستند، کالی و بزرگ‌ترین توله نر او در حال گشت‌زنی بودند. سیتا متوجه می‌شود که آنها خطری جدی برای توله‌هایش هستند پس به سمت هر دو شیر رفته و آنها را تحریک می‌کند تا فریب خورده و توجه آنها را از توله‌هایش کنار بزند اما پس از تقابل آنها، توله‌های یوزپلنگ متفرق شده‌اند. سیتا با ناامیدی آنها را صدا می‌زند. با تاریک شدن هوا، کفتارها دیده شده و صدای آنها به گوش می‌رسد. صبح سه تا از پنج توله‌اش به پیش سیتا برمی‌گردند. اگرچه او همچنان دو توله دیگر را صدا می‌زند، کاملاً مشخص است که آنها توسط کفتارها کشته شده‌اند. در همین حال، لیلا هنگام شکار توسط لگد گورخر مجروح می‌شود. همزمان با شروع مهاجرت گوزن‌های یالدار به مراتع سرسبزتر، گله رودخانه نیز مهاجرت می‌کند، اما لیلا به دلیل آسیب‌دیدگی و سن بالا در همراهی با آنها با مشکل مواجه است. مارا در کنار مادرش می‌ماند و سعی می‌کند در این مسیر به او کمک کند. به زودی آنها از گله جا می‌مانند. لیلا با علم به اینکه مارا برای زنده ماندن به خانواده‌اش نیاز دارد، به سختی بر آسیب‌دیدگی‌اش غلبه کرده و خیلی زود دوباره به گله رودخانه ملحق می‌شوند.
در ضلع شمالی با گذشت زمان، توله‌های سیتا رشد می‌کنند و بیشتر خوی یوزپلنگی خود را بروز می‌دهند. روزی، گروهی متشکل از سه یوزپلنگ بالغ که با هم برادر هستند در منطقه سیتا پرسه می‌زدند. سیتا دوباره مجبور می‌شود توجه رقبا را منحرف کند تا متوجه توله‌های او نشوند. با این وجود از آنجایی که یوزپلنگ‌ها هم نوع یکدیگر هستند به آسانی همچون شیرها خسته نمی‌شوند؛ و خیلی زود گروه یوزپلنگ متشکل از سه برادر، سیتا را از توله‌هایش جدا می‌کنند. همین‌طور که دور آنها حلقه می‌زنند، توله‌ها سر جایشان می‌ایستند و برای گردن‌کلفت‌ها هیس می‌کنند و این امر به این معنی است که دلاوری و شجاعت مادرشان را به ارث برده‌اند. قبل از اینکه گروه یوزپلنگ‌های برادر بتوانند اقدامی انجام دهند، یک فیل در حال عبور آنها را فراری می‌دهد - به این معنی که در ساوانا، حتی حیوانات گردن کلفت هم در امنیت کامل قرار ندارند.
مدتی بعد، آب رودخانه کاهش می‌یابد. کالی و بزرگ‌ترین توله نر خود از این فرصت استفاده کرده و از رودخانه عبور می‌کنند تا حمله خود را به گله رودخانه آغاز کنند. آنها به سمت قلمرو جنوبی حرکت می‌کنند. فنگ با دیدن نزدیک شدن آنها، برای نجات جانش فرار می‌کند اما لیلا عقب‌نشینی نمی‌کند - با وجود اینکه می‌داند در صورت موفقیت حمله، مارا و دیگر توله‌ها ممکن است کشته شوند، او بی‌باکانه به رقبا حمله می‌کند. خیلی زود شیرهای مادهٔ دیگر، که از شجاعت لیلا الهام گرفته بودند، به مبارزه پیوستند. کالی و توله نر او شکست خورده و منطقه را ترک می‌کنند، هر چند در ضلع جنوبی رودخانه باقی می‌مانند. این مبارزه با پیروزی کامل آنها به پایان رسید، فنگ بازگشت و زندگی برای گله نیز به حالت عادی بازگشت. لیلا به خاطر مبارزه جراحتش بیشتر شده است. او که متوجه می‌شود ممکن است نتواند در گله باقی بماند، در یک روز بارانی - که شیرها از آن برای ارتباط با یکدیگر استفاده می‌کنند - به خاطر مارا، به سراغ خواهرش مالیکا - که خودش توله دارد - می‌رود و دوباره با او ارتباط برقرار می‌کند تا جایی برای مارا در گله حفظ کند. وقتی لیلا می‌بیند که مارا توسط مالایکا پذیرفته شده است، از گروه جدا می‌شود تا جایی آرام برای مردن پیدا کند. در همین حال، کفتارها به سیتا و توله‌هایش نزدیک می‌شوند، اما یوزپلنگ مادر شجاع، که قبلاً دو توله خود را توسط آنها از دست داده است، عقب‌نشینی نمی‌کند؛ مطمئناً، او بی‌باکانه به آنها حمله می‌کند و اجازه نمی‌دهد که به توله‌هایش نزدیک شوند. سرانجام، کفتارها دست از مبارزه می‌کشند و می‌روند - شجاعت سیتا توله‌های باقی‌مانده را زنده نگه داشته و از خطر دور نگه می‌دارد.
با گذشت زمان، کالی و بزرگ‌ترین توله نر با سه توله نر دیگر دوباره گروه متحدی را تشکیل می‌دهند. آنها با هم برای حمله‌ای دیگر به گله رودخانه بازمی‌گردند. فنگ با دیدن آنها برای بار دوم فرار می‌کند و دیگر هیچ خبری از او نیست - اگر قرار باشد برگردد، هیچ ترحمی به او نخواهد شد. کالی گله را تصاحب می‌کند و توله‌های فنگ، از جمله مارا - که اکنون یک جوان بالغ است - را از گله دور می‌کند. پسرعموهای او تهدید شماره یک برای کالی و توله‌های نر او محسوب می‌شوند، بنابراین آنها را تعقیب می‌کنند. نرهای جوان با دیدن اینکه دیگر نمی‌توانند در چارچوب گله خود باقی بمانند، چاره‌ای جز عبور از رودخانه ندارند، با اینکه سطح آب افزایش یافته و پر از تمساح شده است، با این وجود، بدون هیچ آسیبی به خشکی می‌رسند. شیرهای ماده در ابتدا از پذیرفتن کالی به عنوان رهبر خود امتناع می‌کنند، زیرا آسیب از دست دادن توله‌هایشان هنوز در ذهنشان تازگی دارد. مارا سعی می‌کند به تنهایی زندگی کند و از خودش مراقبت کند، اما قبل از اینکه شکار را یاد بگیرد از گله رانده شده بود و اولین تلاش‌هایش برای شکار به تنهایی، حتی گرازهای کوچک و به خصوص کرگدن‌ها و گاومیش‌های بزرگ، به طرز تحقیرآمیزی ناموفق بود و متوجه می‌شود که وابستگی به یک گله مزایایی به دنبال دارد. در همین حال، سیتا و توله‌هایش گله‌های غزال را تا قلمرو گله رودخانه دنبال می‌کنند، که در آنجا در حالی که با گله رودخانه در خصومت قرار دارند، ساکن می‌شوند.
به زودی گاوهای وحشی برمی‌گردند و شیرهای ماده شروع به شکار توله‌های جدید متولد شده آنها می‌کنند - توله‌های کالی با او و توله‌های نر او صلح کرده‌اند. مارا با موفقیت شکار کرده و مهمانی بر پا می‌کند. کمی بعد، او خودش را به گله ثابت می‌کند و بالاخره دوباره مورد استقبال قرار می‌گیرد - فداکاری لیلا برای بزرگ کردن توله‌اش بیهوده نبود. در همین حال، توله‌های سیتا اکنون بالغ شده‌اند و در حال رشد و نمو هستند. آنها مهارت‌های شکار خود را تقویت می‌کنند، روی یوزگربه و شغال تمرین می‌کنند و حتی می‌توانند از رودخانه عبور کنند. پس از آن، آنها با کفتارها و گله کالی روبرو می‌شوند و یادمی‌گیرند که مانند یک یوزپلنگ شجاع واقعی در مقابل کفتارها بایستند و به جای تعقیب شیرها، از آنها دوری کرده و به سمت آنها نروند. سرانجام، آنها با موفقیت یک بز کوهی را برای غذا شکار می‌کنند. سیتا، با دیدن اینکه توله‌هایش اکنون آماده‌اند تا مسیر زندگی خود را در پیش بگیرند، آنها را ترک می‌کند و به زندگی انفرادی یک یوزپلنگ بازمی‌گردد. گوینده داستان ابراز می‌کند که توله‌های مارا و سیتا بهترین نمونه‌های عشق مادری هستند.
در تیتراژ پایانی فیلم، نشان داده می‌شود که توله‌های سیتا مسیر زندگی خود را از هم جدا کرده‌اند و او به یکی از موفق‌ترین یوزپلنگ‌های مادر تبدیل شده است که در دشت‌ها پرسه می‌زند. مارا توسط گله‌اش پذیرفته شده و حالا خودش آماده مادر شدن است، کالی هنوز در دو سوی رودخانه سلطنت می‌کند و فیلمسازان هنوز در جستجوی یافتن فَنگ هستند.

## تولید
فیلم‌برداری از خانواده حیوانات در مستند گربه‌های آفریقایی در ذخیره‌گاه ملی ماسایی مارا انجام گرفت که یک ناحیه شکار اصلی در جنوب‌غربی کنیا است. ماسایی مارا یکی از معدود نواحی باقی مانده در آفریقا است که در آنجا شیرها، یوزپلنگ‌ها و پلنگ‌ها با تعداد زیاد در مجاورت هم زندگی می‌کنند. در جهت کمک به دستیابی صحت اطلاعات علمی، کارگردانان فیلم دکتر سارا دورانت از انجمن جانورشناسی لندن را به خدمت گرفتند. دورانت طی ۱۹ سال قبل در تانزانیا فعالیت داشت، به پژوهش روی یوزپلنگ‌ها پرداخت و در جهت حفاظت از تمام گوشتخواران بزرگ آفریقا به فعالیت پرداخت. صداپیشگی فیلم را ساموئل ال. جکسون بر عهده داشت.

## انتشار
فیلم در روز ۲۲ آوریل ۲۰۱۱ به نمایش درآمد و تا روز ۱۲ آوریل بیش از ۱٫۷ میلیون دلار قبل از به نمایش درآمدن فیلم، بلیت پیش فروش داشت. تا ماه مه ۲۰۱۱، مقدار فروش بلیت فیلم در سینماها به معنی حفظ ۵۰٬۰۰۰ جریب فرنگی زمین در کنیا بود. این فیلم در روز ۱ فوریه ۲۰۱۲ با عنوان گربه‌سانان (به فرانسوی: Félins) در فرانسه به نمایش درآمد. این فیلم در روز ۲۷ آوریل همان سال با صداپیشگی پاتریک استوارت در بریتانیا به نمایش درآمد. در نمایش افتتاحیه تعدادی مهمان عالی مقام از جمله شاهزاده ویلیام، شاهدخت کاترین و لوسی روزِن حضور داشتند.

## موسیقی
«جهانی که می‌شناختم» آهنگی است که توسط جردین اسپارکس، هنرمند ضبط (recording artist) آمریکایی اجرا شد و به عنوان آهنگ درون‌مایه فیلم مستند گربه‌های آفریقایی به کار گرفته شد. این آهنگ توسط رایان تدر و جوزیا دین، که همچنین تهیه‌کنندگی آهنگ را بر عهده داشت، نوشته شده است. این آهنگ توسط والت دیزنی رکوردز در روز ۱۲ آوریل ۲۰۱۱، در iTunes و سایت آمازون (amazon.com) به عنوان دانلود دیجیتال منتشر شد. این فیلم همچنین موسیقی را ارائه می‌دهد که اثر آهنگساز نیکلاس هوپر است؛ موسیقی متن هوپر در این فیلم به عنوان یکی از ۹۷ موسیقی فیلم اصلی واجد شرایط برای نامزدی در هشتاد و چهارمین دوره جوایز اسکار در سال ۲۰۱۱ برگزیده شد.

## استقبال
گیشه فروش
این فیلم در روز افتتاحیه ۳٫۳ میلیون دلار فروش داشت که اندکی کمتر از فروش روز افتتاحیه فیلم مستند زمین است که در روز اول حدود ۴٫۱ میلیون دلار فروش کسب کرده بود. فروش فیلم در سراسر جهان ۳۰٫۸۵۷٫۷۴۷ دلار بود.
واکنش منتقدان
پایگاه اینترنتی راتن تومیتوز بر اساس نظرات ۷۹ منتقد با متوسط امتیازدهی ۶٫۳ از ۱۰، برای این فیلم نمره ۷۳ درصد را قائل شد. نظر این وب‌سایت این است «فیلم به اندازه سوژه‌هایش باشکوه نیست، اما فیلم گربه‌های آفریقایی به اندازه کافی دارای صحنه‌های شگفت‌انگیز و شجاعتی به حد کافی زیاد است تا تمام چیزها را سرگرم‌کننده نگه دارد.» وبگاه متاکریتیک که از میانگین وزن‌دهی استفاده می‌کند بر اساس نظرات ۲۰ منتقد، نمره ۶۱ از ۱۰۰ را برای فیلم در نظر گرفت که نشان‌دهنده نظرات «به‌طور کلی مساعد» است.
تمجید
| سال  | جایزه                            | بخش               | نامزد            | نتیجه    | منبع.  |
| ---- | -------------------------------- | ----------------- | ---------------- | -------- | ------ |
| ۲۰۱۱ | جایزه رسانه زیست‌محیطی            | مستند             | گربه‌های آفریقایی | نامزدشده | [ ۲۲ ] |
| ۲۰۱۱ | جایزه انجمن منتقدان فیلم فینیکس  | بهترین فیلم مستند | گربه‌های آفریقایی | نامزدشده | [ ۲۳ ] |
| ۲۰۱۲ | انجمن منتقدان فیلم سنترال اوهایو | بهترین فیلم مستند | گربه‌های آفریقایی | نامزدشده | [ ۲۴ ] |